# Llista d'ocells de l'illa Bouvet
Aquesta llista d'ocells de l'illa Bouvet inclou totes les espècies d'ocells trobats a l'illa Bouvet: 32, de les quals 4 estan globalment amenaçades d'extinció.
Els ocells s'ordenen per ordre i família.

## Sphenisciformes

### Spheniscidae
- Aptenodytes patagonicus
- Pygoscelis adeliae
- Pygoscelis antarcticus
- Eudyptes chrysolophus

## Procellariiformes

### Diomedeidae
- Diomedea exulans
- Thalassarche chrysostoma
- Thalassarche melanophris
- Thalassarche chlororhynchos
- Phoebetria fusca
- Phoebetria palpebrata

### Procellariidae
- Macronectes giganteus
- Macronectes halli
- Fulmarus glacialoides
- Thalassoica antarctica
- Daption capense
- Pagodroma nivea
- Pterodroma lessonii
- Pterodroma mollis
- Halobaena caerulea
- Pachyptila desolata
- Pachyptila belcheri
- Pachyptila turtur
- Procellaria aequinoctialis
- Aphrodroma brevirostris
- Puffinus gravis

### Hydrobatidae
- Oceanites oceanicus
- Fregetta tropica

### Pelecanoididae
- Pelecanoides urinatrix

## Charadriiformes

### Laridae
- Larus dominicanus

### Sternidae
- Sterna vittata

### Stercorariidae
- Stercorarius maccormicki
- Stercorarius parasiticus[1]